# H I-region
En H I-region är ett interstellärt moln som består av neutral atomär vätgas (H I), utöver den omgivande förekomsten av andra gaser och grundämnen. 
Graden av jonisering i en H I-regionen är mycket liten, ca en partikel på 10 000. 
Dessa regioner är icke lysande, förutom att de avger radiosignaler på en emissionslinje med våglängd 21 cm (1.420 MHz). 
Strålning av denna typ har en mycket låg sannolikhet och kräver därför stora mängder vätgas för att den ska synas. 
Vid kollisionsfronter, där H I-regioner kolliderar med expanderande joniserad gas (till exempel en H II-region), lyser den senare ljusare än den annars skulle. 
Temperaturen i ett H I-regionen är ca 100 K, 
  
och den brukar anses vara isoterm, utom i närheten av en expanderande H II-region 
. 
Nära en sådan region finns en tät H I-region, skild från den ostörda H I-regionen genom en 
chockfront och från H II-regionen av en joniseringsfront .

H I-regionerna finns utspridda över hela Vintergatan, men är koncentrerade till en tunn skiva i symmetriplanet. 
Observationer av H I-strålning med radioteleskop gör det möjligt att kartlägga Vintergatans struktur, rotation och massfördelning. H I-signaler har även observerats i många andra galaxer, vilket gör det möjligt att göra jämförelser mellan dessa och vår galax.
Sådana observationer görs också för att studera gravitationella störningar mellan galaxer. 
När två galaxer kolliderar dras materialet ut i gasslingor, vars kartläggning gör det möjligt att avgöra åt vilket håll galaxerna rör sig.